# Taradell
Taradell és una vila i municipi de la comarca d'Osona i situada al sud de la regió de l'Alt Ter.

## Geografia
- Llista de topònims de Taradell (Orografia: muntanyes, serres, collades, indrets..; hidrografia: rius, fonts...; edificis: cases, masies, esglésies, etc).

## Informació general
Es troba al sector de llevant de la Plana de Vic, a la falda del Montseny. Limita al nord amb el municipi de Santa Eugènia de Berga, a l'est amb Sant Julià de Vilatorta i Viladrau, al sud amb Seva, i a l'oest amb Tona i Malla. El seu punt més alt és el puig de l'Enclusa de 868 metres d'altura, tot i que l'altitud mitjana del municipi és de 623 metres i el punt més baix és de 499 metres, al curs del riu Gurri, al barri de Mont-rodon.

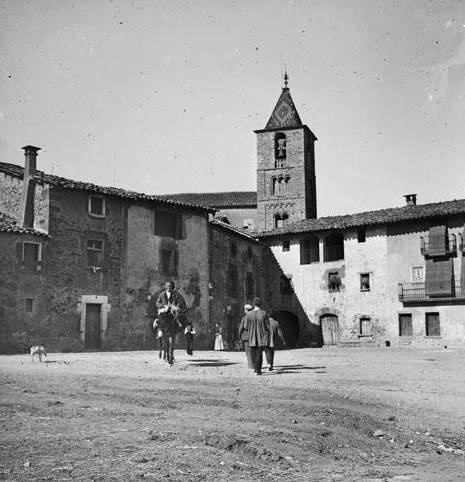
La plaça de Taradell en una imatge de 1882

Situat a 6 quilòmetres de Vic, en un petit altiplà als inicis del Montseny, està envoltat de boscos de pinedes, alzinars i rouredes, i gaudeix d'un clima més sec que el del fons de la Plana. La seva privilegiada ubicació, l'ha fet un lloc tradicional d'estiueig per la gent de Vic que, de mica en mica, ha anat convertint les segones residències que hi tenia en primeres residències, el que ha fet que la població del municipi anés creixent en els darrers anys de manera força notable. També gent d'altres indrets de Catalunya han vist en Taradell un lloc ideal per a establir-hi la seva segona residència o casa d'estiueig. Hi han fet estada, entre d'altres, els poetes Carles Riba, Clementina Arderiu i Joan Oliver.
El municipi està conformat pel nucli urbà de la vila de Taradell, que presenta continuïtat urbana amb les urbanitzacions de Goitallops al sud i de La Roca al nord-est, i pels barris de Mont-rodon a l'oest i La Madriguera al nord.
Taradell compta amb un Institut d'Ensenyament Secundari i tres centres d'Educació Infantil i de Primària: Les escola públiques Les Pinediques i El Gurri, així com el centre concertat de Sant Genís. L'antiga fàbrica de Buenventura Costa i Font, va ser remodelada per convertir-la en el que actualment és Can Costa Centre Cultural, un equipament que acull la biblioteca municipal Antoni Pladevall i Font, un teatre, sales polivalents, l'estatge d'entitats i de l'emissora municipal Ràdio Taradell així com una sala d'exposicions, esdevenint el principal centre de l'activitat social i cultural del municipi.
El consistori municipal actual està format per 9 regidors i regidores de FEM Taradell - ERC Arxivat 2024-06-29 a Wayback Machine., i 4 de Junts per Taradell - Junts. L'alcaldia l'ostenta Mercè Cabanas i Solà, de FEM Taradell - ERC, des de les eleccions de maig de 2019.

## Informació turística
La vila de Taradell és situada en la confluència de la Plana de Vic, amb el Montseny i Les Guilleries. Aquesta ubicació fa que Taradell abasti un territori de mestissatge entre la muntanya i la plana. Dos espais que es donen la mà en el nucli principal de població d'aquesta vila.
Taradell és un municipi que facilita, mitjançant una densa xarxa de camins, senders i corriols, l'activitat esportiva i el lleure, amb especial incidència en caminades i excursions a indrets de notable interès cultural i paisatgístic: el castell de Taradell, les coves d'en Rocaguinarda, la tomba de Gasala, el santuari de Puig-l'agulla ja dins del terme de Sant Julià de Vilatorta, i la mateixa Enclusa.
Al nucli urbà de Taradell conserva, després d'un arranjament urbanístic, l'antiga Sagrera -que originà el municipi-, així com un sector, més o menys disseminat, de cases de pedra -amb les seves llindes tradicionals- de l'època del primer gran creixement de la vila (segles XVI al XVIII).
Entre altres atractius d'aquest municipi, cal fer esment també de l'església parroquial de Sant Genís, amb un magnífic campanar romànic d'estil llombard reproduït al Poble Espanyol de Barcelona, la capella de Santa Llúcia (segle xvi), la torre gòtica de Don Carles, l'ermita de Sant Quirze i Santa Julita, que es troba a la urbanització de la Roca i l'entorn de la Font Gran amb un gran plàtan catalogat com a arbre monumental de Catalunya que podria ser del darrer terç del segle xix.
Cal fer esment, així mateix, de l'activitat sardanista, ja que, a més a més, de l'Agrupació Sardanista de Taradell, aquesta vila disposa de dues cobles de reconeguda solvència artística: La Cobla Genisenca i la Cobla els Lluïsos de Taradell. Disposa també d'un esbart dansaire, l'Esbart Sant Genís de Taradell. L'any 2010, es crea la banda de Taradell, la TARABANDA, constituïda per alumnes, professors de l'Escola de Música.
En record de la tradicional activitat bandolera d'aquestes contrades, cada any se celebra la Festa d'en Toca-Sons. Bandoler que, juntament amb Joan de Serrallonga també anomenat Joan Sala i Ferrer i Perot Rocaguinarda, va córrer per les terres de la família Vilademany, senyors de Taradell. Aquesta festa s'està convertint en una tradició lligada a la festa major d'estiu des de l'any 1993, any en el qual es va recuperar la figura del bandoler Toca-sons, i des de llavors, any rere any, el 24 i 25 d'agost Taradell és envaït per bandolers, sometents i trabucs... El dia 24 comencen a córrer veus que el famós bandoler és prop del poble, la gent s'ha de posar en guàrdia, diuen que és perillós. El dia 25 d'agost es crea tota una ambientació al voltant de La Sagrera, de l'església de Sant Genís i de la Torre de Don Carles: Taradell se submergeix al segle xvii. Entrada la tarda, apareix l'esperat bandoler, mai se sap per on entrarà a la vila; després d'algun estira-i-arronsa, és detingut pel sometent. Seguidament, se li fa un judici on es decideix la seva sort: vida o mort.
Com a curiositat, cal esmentar que cada any la figura del Toca-sons és representada per una persona diferent, fins al mateix dia 25 no se sap qui serà el bandoler, això fa augmentar la curiositat dels veïns de Taradell.
També hi ha un Museu del Blat, situat al mas el Colomer, al barri de Montrodon. El museu recull materials de totes les èpoques relacionats amb la vida a pagès: eines emprades en el cicle del conreu dels cereals, atuells d'ús domèstic, carros, arreus i guarniments per a les tasques fetes amb animals o estris propis de la caça.

## Tradicions
A Taradell té lloc cada any el tradicional "Ball del ciri". Aquesta celebració té lloc el marc de la Festa Major d'hivern, celebrada en honor de Sant Sebastià, des de l'any 1776. La Festa dels Tonis al mes de gener i la festa d'en Toca-Sons per la Festa Major d'estiu al mes d'agost. S'hi celebra, a més, la Fira de Santa Llúcia, abans de Nadal i la dels Caçadors, una activitat amb molta tradició al municipi.

### El ball del ciri
És un ball de cerimònia típica del dia de Sant Sebastià (patró de la vila), del 20 de gener.
El ballen sis parelles, tres de les quals vindrien a ser els administradors sortints i que són les parelles que ballen primer. Les altres tres parelles que estan assegudes de la primera part del ball representen els administradors entrants.

### La festa dels Tonis

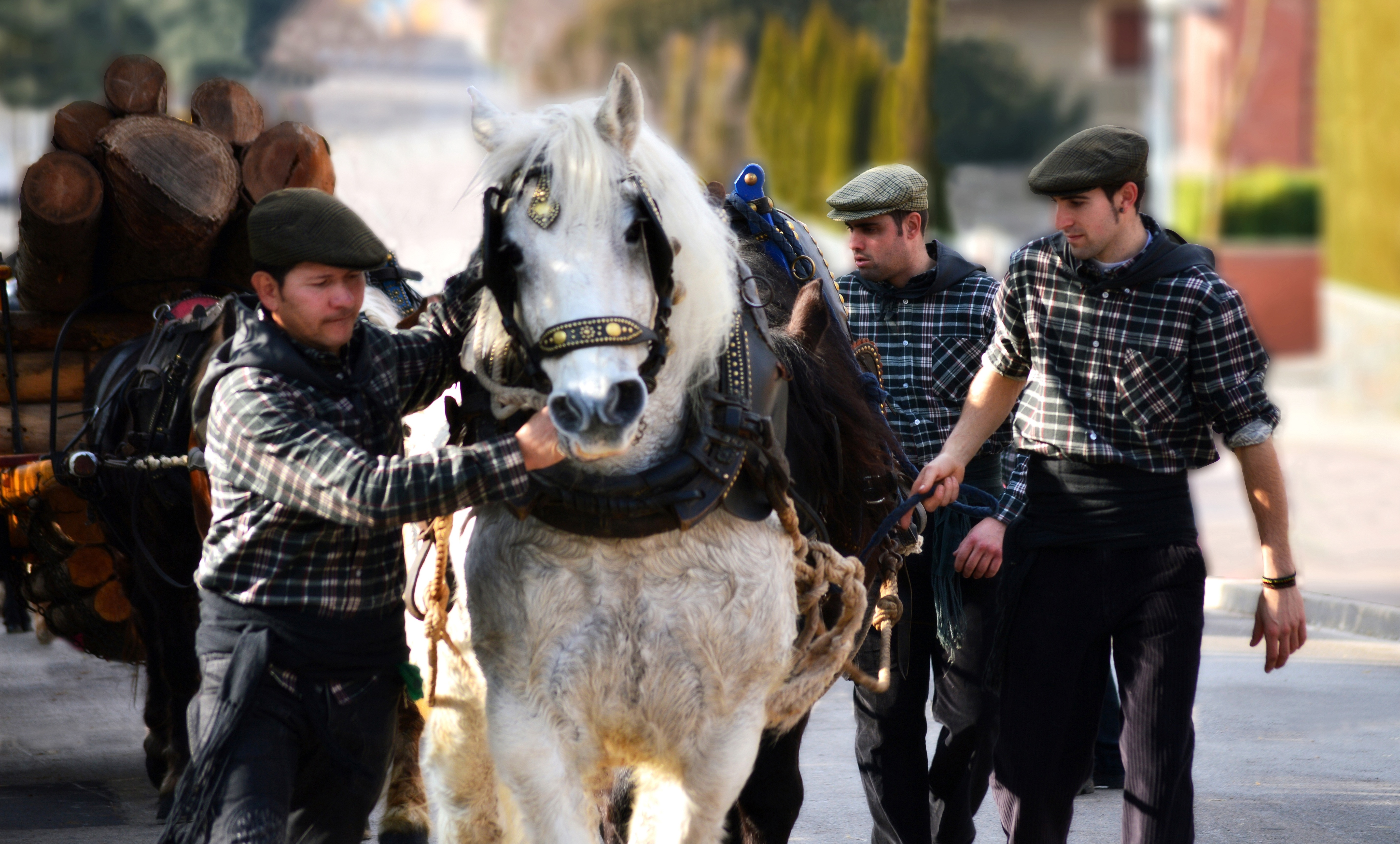
Festa dels Tonis (2014).

Aquesta festa se celebra tots els anys, el diumenge anterior a Sant Antoni Abat.
Durant aquesta diada tots els carruatges i eines disponibles de Taradell i d'altres municipis de Catalunya surten al carrer guarnits i carregats tal com es feia 50 o 60 anys enrere, per tal que puguin ser vistos i coneguts pel públic en general.

### Toca-Sons
Tradicionalment la festa del Toca-sons se celebra els dies 24 i 25 d'agost de la Festa Major de Taradell.
El personatge d'en Toca-sons és interpretat cada any per un veí diferent del municipi de Taradell, que no se sap qui és fins al mateix dia de la festa. Des de fa uns anys també existeix una festa de Toca-sons per la mainada que es diu Toca-Canalla.
El dia 24 comença el pregó i el dia 25 es fan els actes de la festa.

### La fira de Santa Llúcia
És una fira amb productes de qualitat i on els vilatans més propers es retroben i conviuen durant hores amb els seus mercats agrícoles. Se celebra durant el mes de desembre.

## Personatges destacats
- Guillem de Mont-rodon (1165 - 1225), Mestre de l'Orde del Temple a la Corona d'Aragó i tutor del rei Jaume I d'Aragó.
- Antoni Bayés i Fuster (1842 - 1892), metge.
- Ramon Serra i Toneu (1880 - 1943), autor de poesia, teatre i corrector de La Veu de Catalunya.
- Andreu Solà i Molist (1895 - 1927), sacerdot i beat.
- Josep Ricart i Maymir (1925 - 2020), escultor.
- Joan Segarra i Iracheta (1927 - 2008), exfutbolista del Futbol Club Barcelona.
- Josep Baucells i Reig (1932 - 2021), arxiver, historiador i prevere.
- Antoni Pladevall i Font (1934), historiador.
- Josep Plandiura Vilacís (1943), escultor.
- Josep Romeu i Bisbe (1952 - 2013) mestre, escriptor, activista cultural.
- Antoni Pladevall i Arumí (1964), filòleg i escriptor.
- Albert Om (1966), periodista i presentador de Televisió de Catalunya.
- Francesc Homs i Molist (1969), polític i advocat.

## Demografia

### Per nuclis
| Entitat de població | Habitants (2024) |
| Taradell            | 5.676            |
| Sant Quirze         | 783              |
| el Gurri            | 369              |
| Font: Idescat       |                  |

### Total del municipi, per anys
| 1497 f | 1515 f | 1553 f | 1717 | 1787  | 1857  | 1877  | 1887  | 1900  | 1910  |
| ------ | ------ | ------ | ---- | ----- | ----- | ----- | ----- | ----- | ----- |
| 27     | 30     | 55     | 736  | 1.656 | 1.911 | 1.736 | 1.751 | 1.651 | 1.774 |

| 1920  | 1930  | 1940  | 1950  | 1960  | 1970  | 1981  | 1990  | 1992  | 1994  |
| ----- | ----- | ----- | ----- | ----- | ----- | ----- | ----- | ----- | ----- |
| 1.771 | 2.192 | 2.178 | 2.379 | 2.661 | 3.248 | 4.090 | 4.557 | 4.593 | 4.593 |

| 1996  | 1998  | 2000  | 2002  | 2004  | 2006  | 2008  | 2010  | 2012  | 2014  |
| ----- | ----- | ----- | ----- | ----- | ----- | ----- | ----- | ----- | ----- |
| 4.755 | 4.854 | 5.000 | 5.330 | 5.519 | 5.764 | 5.929 | 6.098 | 6.212 | 6.219 |

| 2016  | 2018  | 2020  | 2022  | 2024  | 2026 | 2028 | 2030 | 2032 | 2034 |
| ----- | ----- | ----- | ----- | ----- | ---- | ---- | ---- | ---- | ---- |
| 6.321 | 6.412 | 6.640 | 6.699 | 6.844 | -    | -    | -    | -    | -    |

## Alcaldes de Taradell

### Previs a 1979[4]
- Josep Vallmitjana (del 17 de setembre de 1829 a 4 d'abril de 1830)
- Joan Bellpuig (del 5 d'abril de 1830 a 12 de desembre de 1830)
- Jaume Comerma (del 1 gener de 1831 a 27 de gener de 1832)
- Tomàs Gurri (del 28 de gener de 1832 a 12 de març de 1833 i (del 13 de març de 1833 a 1 de febrer de 1834)
- Joan Suñé (del 2 de febrer de 1834 a gener de 1835) i (any 1835/1836)
- Pere Puigdoller (any 1836)
- Sadurní Miralpeix (any 1837)
- Segimon Riera (any 1938 a 10 d'agost de 1839)
- Isidre Vivet (de l'11 d'agost de 1839 al 23 de gener del 1841)
- Maurici Puigdollers (del 24 de gener de 1841 a l'11 de desembre del 1841)
- Josep Masvidal (del 12 de desembre de 1841 el gener de 1843)
- Joan Serra (del gener de 1843 al 5 d'abril de 1844)
- Adjutori Morera (del 6 d'abril de 1844 el gener de 1846)
- Francesc d'Asís Ballester (del gener de 1846 al 31 de desembre de 1847)
- Josep Morera (de l'1 de gener de 1848 al 31 de desembre de 1849)
- Pere Vilamala (de l'1 de gener de 1850 al 3 de juliol de 1850)
- Josep Puig (del 4 de juliol de 1850 al 31 de desembre de 1851)
- Francesc Brussosa (de l'1 de gener de 1852 al 31 de desembre de 1853)
- Isidre Vivet (de l'1 de gener de 1854 al 7 de setembre de 1854)
- Josep Molist (del 8 de setembre de 1854 al 22 de desembre de 1854)
- Joan Serra (del 23 de desembre de 1854 a l'11 d'agost de 1855)
- Francesc Soler (del 12 d'agost de 1855 al 10 de setembre de 1856)
- Francesc d'Assís Bosch (de l'11 de setembre de 1856 a l'11 de març del 1857)
- Josep Molist (del 12 de març de 1857 al 31 de desembre de 1858)
- Joan Ricart i Grasot (de l'1 de gener de 1859 al 31 de desembre de 1860)
- Ramon Vilacís (de l'1 de gener de 1861 al 31 de desembre de 1862)
- Jaume Pla (de l'1 de gener de 1863 al 31 de desembre de 1864)
- Adjutori Molet (de l'1 de gener de 1865 al 31 de desembre de 1866)
- Pau Ricart (de l'1 de gener del 1867 al 19 d'octubre de 1868)
- Salvador Subirana (del 20 d'octubre de 1868 al 29 d'octubre de 1868)
- Pau Ricart (del 30 d'octubre de 1868 al 18 de novembre de 1868)
- Josep Dias (del 19 de novembre de 1868 al 31 de desembre de 1868 i de l'1 de gener del 1869 al 31 de desembre de 1871).
- Fèlix Casademunt (de l'1 de gener de 1872 al 23 de setembre de 1873)
- Josep Malla i Soler (del 27 de setembre de 1873 al 15 d'abril de 1875)
- Ramon Bolló (del 16 d'abril de 1875 al 28 de febrer del 1877)
- Adjutori Mulet (de l'1 de març de 1877 al 30 de juny de 1881)
- Magí Reig (de l'1 de juliol del 1879 al 30 de juny del 1881)
- Joan Serrat (de l'1 de juliol de 1881 al 30 de juny de 1883)
- Joan Puig i Ramírez (de l'1 de juliol de 1883 al 30 de juny de 1885)
- Patllari Blasi (de l'1 de juliol de 1885 al 10 de febrer del 1886)
- Ramon Bosch (de l'11 de febrer de 1886 al 30 de juny de 1887 i de l'1 de juliol de 1887 al 31 de desembre de 1889)
- Joan Garet i Jutglar (de l'1 de gener de 1890 al 30 de juny de 1887)
- Jaume Franch i Pujadas (de l'1 de juliol de 1891 al 31 de desembre de 1893)
- Josep Brugalla i Ballester (de l'1 de gener de 1894 al 30 de juny de 1895 i de l'1 de juliol de 1895 al 30 de juny del 1987)
- Lluís Puig Esquís (de l'1 de juliol de 1897 al 30 de juny de 1899 i de l'1 de juliol de 1899 al 31 de desembre de 1901)
- Joan Garet i Jutglar (de l'1 de gener del 1902 al 13 de desembre de 1903)
- Jaume Franch i Pujadas (de l'1 de gener de 1904 al 31 de desembre de 1905)
- Jaume Reig i Pla (de l'1 de gener de 1906 al 30 de juny de 1909 i de l'1 de gener de 1910 al 8 d'octubre de 1910).
- Ramon Pou i Costa (del 9 d'octubre de 1910 al 31 de desembre de 1911 i de l'1 de gener de 1912 al 31 de desembre de 1913).
- Josep Ballús i Ramírez (de l'1 de gener de 1914 al 31 de desembre de 1915)
- Jaume Franch i Pujadas (de l'1 de gener de 1916 al 2 de gener de 1918).
- Ildefons Colomer i Bellit (del 3 de gener de 1918 al 31 de març de 1920 i de l'1 d'abril de 1920 al 31 de març de 1922)
- Pere Papell i Riera (de l'1 d'abri de 1922 a l'1 d'octubre de 1923).
- Vicenç Autonell i Brugalla (del 2 d'octubre de 1923 al 23 de març de 1924).
- Ildefons Colomer i Bellit (del 24 de març de 1924 al 13 de juliol de 1928)
- Josep Garet i Vilardebosch (del 14 de juliol del 1928 al 18 de desembre de 1929)
- Josep Casassas i Pla (del 19 de desembre de 1929 al 25 de febrer de 1930)
- Pere Papell i Riera (del 26 de febrer del 1930 al 16 d'abril de 1931)
- Joan Casassas i Riera (del 17 d'abril de 1931 al 5 de juny de 1931)
- Pere Vila i Pujol (del 6 de juny de 1931 al 27 de novembre de 1931)
- Josep Vilacís i Viñets (del 28 de novembre de 1931 al 13 de març de 1932)
- Joan Bellpuig i Puig (del 14 de maig de 1932 al 31 de gener de 1934) i de l'1 de febrer de 1934 al 19 de juliol de 1936).
- Adolf Roca i Toneu (del 22 de juliol de 1936 al 14 d'octubre de 1936)
- Ramon Blasi i Blasi (del 15 d'octubre de 1936 al 27 d'octubre de 1937; del 28 d'octubre del 1937 a l'11 de març del 1938 i del 12 de març del 1938 a l'1 de febrer de 1939).
- Delfí Barfull i Tubau (del 3 de febrer de 1939 al 14 de febrer de 1939) – President de la Comissió Gestora Municipal.
- Josep Serra i Toneu (del 15 de febrer de 1939 al 19 de juny del 1941)
- Joan Autonell i Casassas (del 20 de juny del 1941 al 24 d'abril de 1945)
- Conrad Vilarrúbia i Garet (25 d'abril del 1945 al 9 de juliol de 1948)
- Amadeu Bosch i Vilà (del 10 de juliol de 1948 al 5 de febrer de 1949 i del 6 de febrer del 1949 al 3 de febrer de 1951)
- Joan Fàbrega i Sala (del 4 de febrer de 1951 al 2 de febrer de 1952;del 3 de febrer de 1952 al 5 de febrer de 1955 i del 6 de febrer de 1955 al 7 de novembre de 1955)
- Josep Riba i Costa, del 8 de novembre de 1955 al 6 de desembre de 1955)
- Vicenç Autonell i Prat (del 7 de desembre de 1955 a l'1 de febrer de 1958; del 2 de febrer de 1958 al 4 de febrer de 1961 i del 5 de febrer de 1961 al 5 de març del 1962)
- Joan Serra i Autonell (del 6 de març de 1962 al 31 de gener de 1964; de l'1 de febrer de 1964 al 4 de febrer de 1967; del 5 de febrer del 1967 al 6 de febrer de 1971; del 7 de febrer del 1971 al 2 de febrer de 1974 i del 3 de febrer del 1974 al 12 de febrer de 1975).
- Lluís Casanovas i Blancafort (des del 13 de febrer del 1975 fins al 1977).

### Posteriors a 1979
- 1979 - Joan Reig i Arumí (Agrupament Democràtic Independents de Taradell)
- 1983 - Joan Reig i Arumí (Agrupament Democràtic Independents de Taradell)
- 1987 - Josep Mumany i Vila (Convergència i Unió)
- 1991 - Josep Mumany i Vila (Convergència i Unió)
- 1995 - Josep Mumany i Vila (Convergència i Unió)
- 1999 - Josep Mumany i Vila (Convergència i Unió)
- 2003 - Josep Mumany i Vila (Convergència i Unió)
- 2007 - Lluís Verdaguer i Vivet (Convergència i Unió)
- 2011 - Lluís Verdaguer i Vivet (Convergència i Unió)
- 2015 - Lluís Verdaguer i Vivet (Convergència i Unió)
- 2019 - Mercè Cabanas i Solà (Esquerra Republicana de Catalunya)